# 绒毛杯苋
绒毛杯苋（学名：Cyathula tomentosa），为苋科杯苋属下的一个植物种。